# Gremislawa von Luzk

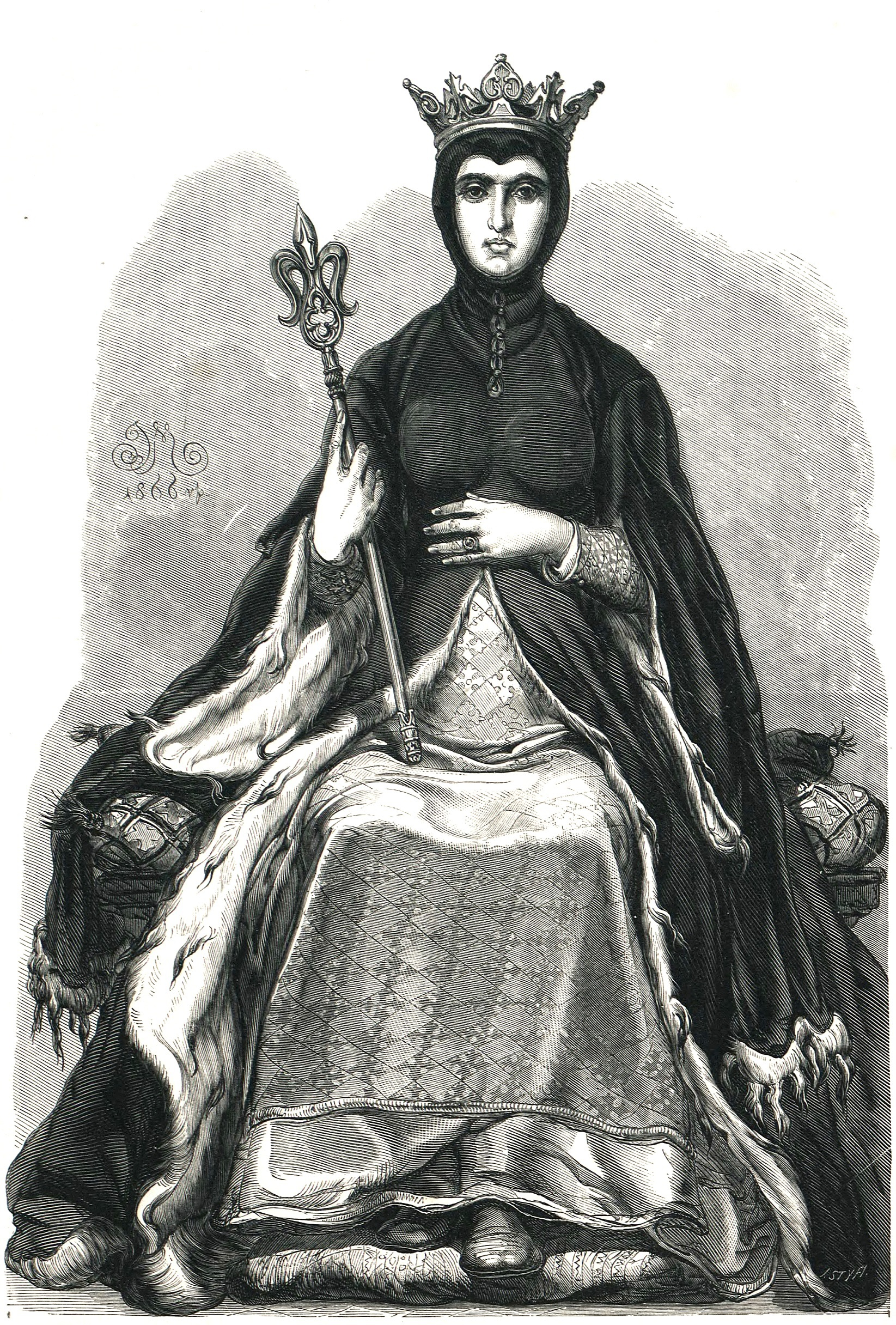
Gremislawa, Fürstin von Krakau

Gremislawa Ingvarewna von Luzk (* vermutlich zwischen 1185 und 1195; † vermutlich am 8. November 1258) war eine Fürstin von Krakau und die Tochter von Ingvar von Kiew, dem Großfürsten Kiews und Fürsten von Luzk aus dem Adelsgeschlecht der Rurikiden.
1207 heiratete Gremislawa Leszek den Weißen, den Fürst von Krakau. Diese Heirat war Teil von Leszeks erklärter Osterweiterungspolitik. Nach der Ermordung ihres Ehemanns am 24. November 1227 wurde sie Regentin im Namen ihres minderjährigen Sohnes Bolesław des Schamhaften. Auch nach seiner Volljährigkeit machte seine Mutter an der Regierung noch beträchtlichen Einfluss geltend. Gremislawa hatte enge Kontakte zu dem Franziskanerkloster in Zawichost, dessen Stifterin sie war. Sie starb vermutlich am 8. November 1258 und wurde wahrscheinlich im Franziskanerkloster in Zawichost begraben.
Es gibt unterschiedliche Meinungen über Gremislawas Herkunft. Einige Historiker geben an, dass Leszek der Weiße 1207 oder 1208 die Tochter von Ingvar von Kiew, deren Namen nicht bekannt ist, heiratete und er erst später, zwischen 1208 und 1211, Gremislawa heiratete, die vermutlich die Tochter von Jaroslaw von Kiew gewesen sein soll.

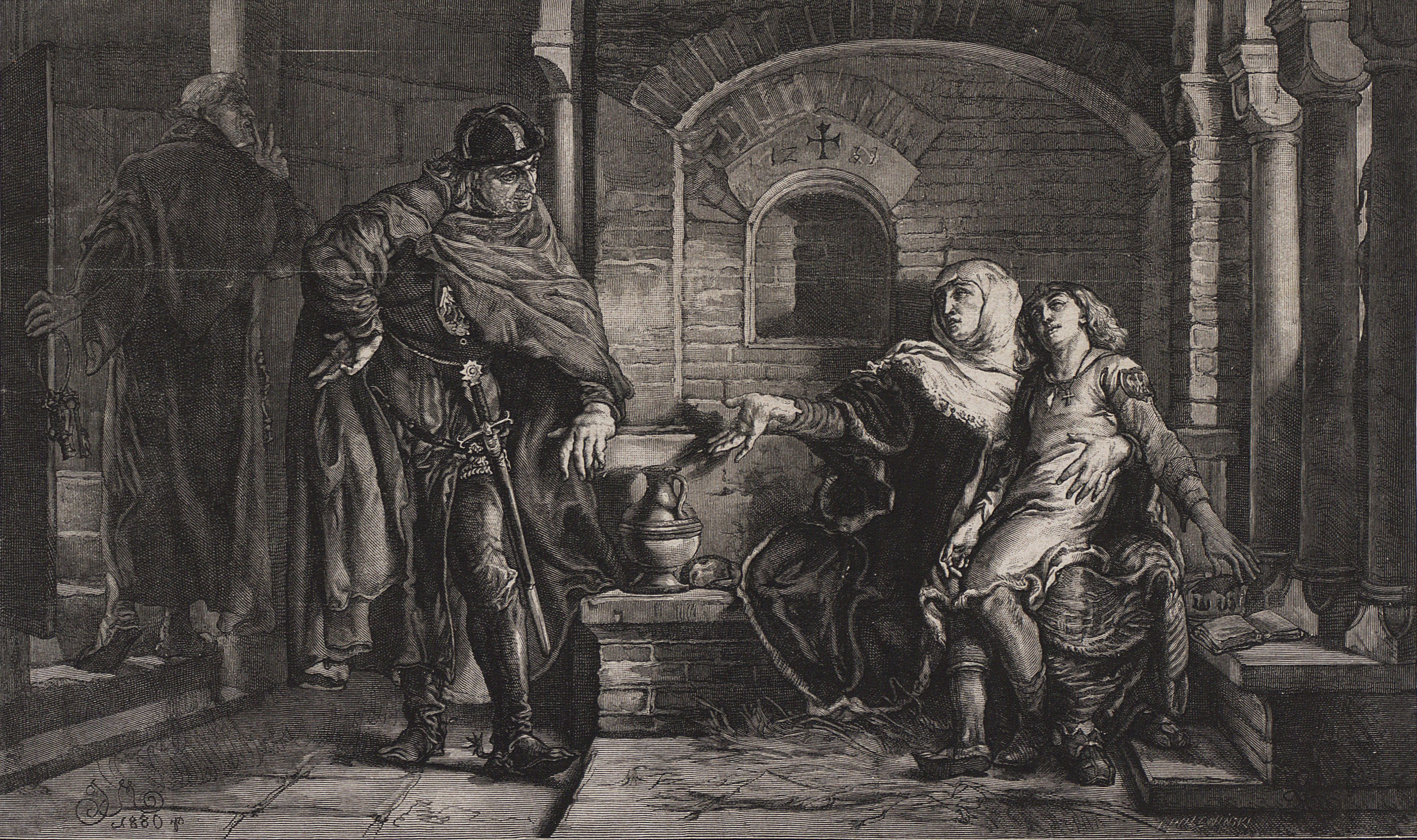
Gremislawa mit ihrem Sohn

## Familie
Gremislawa und Leszek hatten drei Kinder:
1. Salomea (1211/1212 – 1268), heiratete Coloman von Lodomerien; später von Papst Clemens X. seliggesprochen
2. Helena († 1265), heiratete Vasilko Romanowitsch[4]
3. Bolesław der Schamhafte (21. Juni 1226 – 7. Dezember 1279), folgte seinem Vater nach